# تانيا هاردينغ
تانيا هاردينغ (بالإنجليزية: Tanya Harding)‏ هي لاعبة كرة لينة أسترالية، ولدت في 23 يناير 1972 في بريزبان في أستراليا.

## وصلات خارجية
- تانيا هاردينغ على موقع أوليمبيديا (الإنجليزية)
- تانيا هاردينغ على موقع اللجنة الأولمبية الأسترالية (الإنجليزية)